# مايان سفلي (تبريز)
مايان سفلي هي قرية في مقاطعة تبريز، إيران. عدد سكان هذه القرية هو 7,083 في سنة 2006.